# Donos da Mídia

Logo marca do projeto

O Donos da Mídia é um projeto desenvolvido para determinar a concentração dos veículos de comunicação no Brasil. Reúne dados públicos e informações fornecidas pelos próprios grupos de mídia para montar um panorama completo da mídia brasileira.

## História
O projeto nasceu ainda na década de 1980, a partir de um trabalho elaborado pelo jornalista Daniel Herz sobre a grande liberação de outorgas de rádio e TV promovida pelo governo do então presidente José Sarney. Em 1994, a pesquisa de Herz foi aprofundada no trabalho de conclusão de curso da estudante de jornalismo Célia Stadnik.
O projeto tornou-se público apenas em 2002, com a popularização da internet, que tornou viável a divulgação dos dados de forma livre e irrestrita. Os trabalhos de Herz e Stadnik foram atualizados e publicados na rede pelo Instituto de Estudos e Pesquisas em Comunicação (Epcom). Com a morte de Herz, em 2006, o projeto passou a ser liderado pelo também jornalista James Görgen
A internet também contribuiu no sentido de que os dados sobre concessões de rádio e televisão, além das participações societárias destas entidades, passassem a ser difundidos nos sites da Agência Nacional de Telecomunicações e do Ministério das Comunicações. Além disso, foi possível identificar, com base numa lista de prefeitos, governadores, deputados e senadores de todo o Brasil, que 271 deles eram sócios ou diretores de 324 veículos.
Atualmente, o site do projeto encontra-se fora do ar. Entretanto, em 2017, uma iniciativa semelhante foi realizada pela organização Repórteres sem Fronteiras (RSF) e o coletivo Intervozes, com a versão brasileira do Media Ownership Monitor (MOM, ou Monitoramento da Propriedade da Mídia no Brasil).

## A lista

### Grupos
De acordo com o projeto, os dez grupos que detêm maior controle da mídia no Brasil são:
| Grupo                             | Sede               | Nº de veículos |
| --------------------------------- | ------------------ | -------------- |
| Grupo Abril                       | São Paulo, SP      | 74             |
| Grupo Globo                       | Rio de Janeiro, RJ | 69             |
| Grupo RBS                         | Porto Alegre, RS   | 57             |
| Grupo Bandeirantes de Comunicação | São Paulo, SP      | 47             |
| Governo federal brasileiro (EBC)  | Brasília, DF       | 46             |
| Grupo Record                      | São Paulo, SP      | 27             |
| Grupo Silvio Santos               | São Paulo, SP      | 26             |
| Grupo Jaime Câmara                | Goiânia, GO        | 24             |
| Sistema Mirante de Comunicação    | São Luís, MA       | 22             |
| Diários Associados                | Brasília, DF       | 19             |
| Organizações Rômulo Maiorana      | Belém, PA          | 15             |

### Partidos
De acordo com o projeto, os dez partidos políticos cujos membros detêm maior controle da mídia no Brasil são:
| Partido                                            | Nº de políticos sócios de veículos de comunicação |
| -------------------------------------------------- | ------------------------------------------------- |
| Democratas (DEM)                                   | 58                                                |
| Partido do Movimento Democrático Brasileiro (PMDB) | 48                                                |
| Partido da Social Democracia Brasileira (PSDB)     | 43                                                |
| Partido Popular (PP)                               | 24                                                |
| Partido Trabalhista Brasileiro (PTB)               | 16                                                |
| Partido Socialista Brasileiro (PSB)                | 16                                                |
| Partido Popular Socialista (PPS)                   | 14                                                |
| Partido Democrático Trabalhista (PDT)              | 13                                                |
| Partido Liberal (PL) — extinto em 2006             | 12                                                |
| Partido dos Trabalhadores (PT)                     | 10                                                |

### Políticos
A Constituição Federal de 1988 proíbe políticos de serem donos mas, mesmo assim existem políticos donos de concessões públicas , entretanto, não proíbe de serem sócios. De acordo com o projeto, os dez políticos com mais controle sob a mídia no Brasil são:
| Político                                 | Cargo                               | Veículos dos quais é sócio |
| ---------------------------------------- | ----------------------------------- | --- |
| Antônio Bulhões (PMDB-SP)                | Deputado federal                    | - 96 FM — Salvador, BA - Rádio Catedral — Canoas, RS - Rádio Metropolitana Santista — São Vicente, SP - Rádio Capital AM — Porto Alegre, RS - Record News Araraquara — Araraquara, SP - Rede Aleluia de Rádio — Florianópolis, SC - Rede Aleluia de Rádio 91,9 FM — Olinda, PE |
| Roberto Rocha (PSDB-MA)                  | Deputado federal                    | - Paranoá AM — Presidente Dutra, MA - Rádio Capital do Maranhão — Pindaré-Mirim, MA - Rádio Capital do Maranhão — São Luís, MA - Rádio Capital AM 1180 — São Luís, MA - TV Cidade — São Luís, MA                                                                               |
| José Antônio Bruno (DEM-SP)              | Deputado estadual                   | - Fundação Rensacer — Louveira, SP - Mello & Bruno Comércio e Comunicação Ltda. — Barão de Cocais, MG - Mello & Bruno Comércio e Comunicação Ltda. — Agudos, SP - RBTV Campo Mourão — Campo Mourão, PR - RBTV Lages — Lages, SC                                                |
| José Carlos de Souza (PMDB-SE)           | Prefeito de Divina Pastora, Sergipe | - Ceará Rádio Clube — Fortaleza, CE - FM Sergipe 95,9 — Aracaju, SE - Rádio ITA FM — Itaberaí, GO - Rádio Cultura de Sergipe AM 670 — Nossa Senhora do Socorro, SE - TV Sergipe — Aracaju, SE                                                                                  |
| Francisco Pereira Lima (PL-MA)           | Prefeito de Davinópolis, Maranhão   | - FM Arapiraca — Arapiraca, AL - Rádio Clube AM — Teresina, PI - Rádio Clube FM 98,1 — Açailândia, MA - Rádio Novo Nordeste AM 570 — Arapiraca, AL - TV Clube — Teresina, PI                                                                                                   |
| Elcione Barbalho (PMDB-PA)               | Deputada federal                    | - 99 FM — Belém, PA - Rádio Clube do Pará — Ananindeua, PA - Rádio Clube do Pará — Belém, PA - TV RBA — Marabá, PA - TV RBA — Belém, PA |
| Wellington Salgado de Oliveira (PMDB-MG) | Senador                             | - RIO FM — Rio Bonito, RJ - RIO FM — Parati, RJ - TV Goiânia — Goiânia, GO - TV Vitoriosa Ituiutaba — Ituiutaba, MG - Venenosa FM — Senador Canedo, GO |
| José Agripino Maia (DEM-RN)              | Senador                             | - FM Tropical 103,9 — Natal, RN - Rádio Libertadora 1430 — Mossoró, RN - Rádio Ouro Branco 1360 — Currais Novos, RN - TV Tropical — Natal, RN |
| Antônio Alves da Silva (PRP-SP)          | Prefeito de Parapuã, São Paulo      | - Fundação Barcarena de Comunicação e Assistência Social — Barcarena, PA - Fundação Barcarena de Comunicação e Assistência Social — Tucuruí, PA - Rádio Clube AM — Teresina, PI - TV Clube — Teresina, PI                                                                      |
| Roseana Sarney (PMDB-MA)                 | Governadora do Maranhão             | - Mirante FM 96,1 — São Luís, MA - Rádio Alecrim — Caxias, MA - Rádio Verdes Campos — Pinheiro, MA - TV Mirante São Luís — São Luís, MA |